# Walter Gaitán
Walter Nicolás Gaitán Sayavedra (ur. 13 marca 1977 w La Rioja) – argentyński piłkarz występujący na pozycji napastnika lub pomocnika. Od 2011 roku gra w Atlético Rafaela.

## Kariera klubowa
Gaitán jest wychowankiem argentyńskiego Rosario Central, skąd w 1998 roku przeniósł się do Hiszpanii. Tam podpisał kontrakt z beniaminkiem najwyższej klasy rozgrywkowej - Villarrealem. W 2001 roku powrócił do ojczyzny, gdzie grał w Boca Juniors, zdobywając z nią Copa Libertadores w 2001 roku. W roku 2002 został zakupiony przez meksykańskiego pierwszoligowca Tigres UANL, gdzie przez 5 lat strzelił 64 ligowych bramek. Był królem strzelców sezonu Apertura 2005 i najlepszym piłkarzem w fazie Clausura 2006. Wspólnie z Andrésem Silverą ma najwięcej goli strzelonych dla Tigres podczas rozgrywek Copa Libertadores - obaj mają 4 bramki na koncie. 1 października 2007 Gaitán zakomunikował, że z powodów rodzinnych odchodzi z drużyny. 1 grudnia zatrudniła go Necaxa. Od stycznia 2009 do stycznia 2010 Argentyńczyk pozostawał bez klubu - sięgnęło po niego drugoligowe Veracruz. Potem grał w Los Angeles Blues, a w 2011 roku przeszedł do Atlético Rafaela.

### Statystyki klubowe
| Klub            | Sezon     | Kraj      | Rozgrywki        | Mecze | Gole |
| --------------- | --------- | --------- | ---------------- | ----- | ---- |
| Bez klubu       | 2010-2011 | ——        | ——               | ——    | ——   |
| Veracruz        | 2009-2010 | Meksyk    | Liga de Ascenso  | 4     | 0    |
| Bez klubu       | 2009-2010 | ——        | ——               | ——    | ——   |
| Bez klubu       | 2008-2009 | ——        | ——               | ——    | ——   |
| Necaxa          | 2008-2009 | Meksyk    | Primera División | 10    | 2    |
| Necaxa          | 2007-2008 | Meksyk    | Primera División | 8     | 1    |
| Tigres UANL     | 2007-2008 | Meksyk    | Primera División | 7     | 0    |
| Tigres UANL     | 2006-2007 | Meksyk    | Primera División | 26    | 2    |
| Tigres UANL     | 2005-2006 | Meksyk    | Primera División | 30    | 13   |
| Tigres UANL     | 2004-2005 | Meksyk    | Primera División | 33    | 19   |
| Tigres UANL     | 2003-2004 | Meksyk    | Primera División | 34    | 18   |
| Tigres UANL     | 2002-2003 | Meksyk    | Primera División | 31    | 12   |
| Boca Juniors    | 2001-2002 | Argentyna | Primera División | 22    | 8    |
| Boca Juniors    | 2000-2001 | Argentyna | Primera División | 10    | 4    |
| Villarreal CF   | 2000-2001 | Hiszpania | Primera División | 4     | 0    |
| Villarreal CF   | 1999-2000 | Hiszpania | Segunda División | 32    | 7    |
| Villarreal CF   | 1998-1999 | Hiszpania | Primera División | 12    | 0    |
| Rosario Central | 1998-1999 | Argentyna | Primera División | 16    | 6    |
| Rosario Central | 1997-1998 | Argentyna | Primera División | 0     | 0    |
| Rosario Central | 1996-1997 | Argentyna | Primera División | 6     | 0    |

## Kariera reprezentacyjna
Gaitán miał zastąpić w reprezentacji Meksyku skłóconego z selekcjonerem Lavolpe Cuauhtémoca Blanco i pojechać na Mundial 2006. Meksykańskie władze odmówiły jednak nadania 29-letniemu Argentyńczykowi nowego obywatelstwa.

## Osiągnięcia

### Boca Juniors
- Pierwsze miejsce
  - Copa Libertadores: 2001

### Tigres UANL
- Pierwsze miejsce
  - InterLiga: 2005, 2006
- Drugie miejsce
  - Primera División de México: Apertura 2003

### Indywidualne
- Król strzelców Primera División de México: Apertura 2005